# Jakov Aleksandrovič Malik
Jakov Aleksandrovič Malik (in russo Яков Александрович Малик?; Ostroverchovka, 6 dicembre 1906 – Mosca, 11 febbraio 1980) è stato un diplomatico e politico sovietico.

## Biografia
Nato nel 1906 nei pressi di Char'kov, nell'allora Russia zarista, entrò nel 1939 in diplomazia. Dal 1943 al 1945 fu ambasciatore in Giappone e successivamente rappresentante sovietico della commissione di controllo alleata.
Divenne poi vice-ministro degli Esteri e dal 1946 al 1953 fu delegato sovietico alle Nazioni Unite. Allo scoppio della guerra di Corea (25 giugno 1950), Malik non partecipò alla riunione del Consiglio di Sicurezza delle Nazioni Unite per protestare per la mancata sostituzione del rappresentante della Cina nazionalista con il rappresentante della Cina popolare. In tal modo l'Unione Sovietica non esercitò il proprio diritto di veto ed il Consiglio di Sicurezza approvò la richiesta di ritiro delle truppe della Corea del Nord con nove voti a favore, un astenuto (la Jugoslavia) e nessuno contrario.
Malik non fu presente neanche alla riunione del Consiglio di Sicurezza del 27 giugno, dove fu accolta la risoluzione americana che chiedeva a tutte le nazioni di non favorire l'aggressione nord-coreana ed anzi di collaborare alla difesa della Corea del Sud. La risoluzione fu approvata con 7 voti favorevoli, 2 astenuti (India ed Egitto) ed il voto contrario della Jugoslavia. Tale risoluzione portò poi all'intervento delle Nazioni Unite nel conflitto.
Fu poi ambasciatore a Londra e ricoprì altri importanti incarichi diplomatici.